# Jimmy Panetta
Jimmy Panetta właściwie James Varni Panetta (ur. 1 października 1969 w Waszyngtonie) – amerykański polityk, członek Partii Demokratycznej.

## Działalność polityczna
Jest synem Leona Panetty. Od 3 stycznia 2017 jest przedstawicielem 20. okręgu wyborczego w stanie Kalifornia w Izbie Reprezentantów Stanów Zjednoczonych.